# Notomicrus huttoni
Notomicrus huttoni är en skalbaggsart som beskrevs av Young 1978. Notomicrus huttoni ingår i släktet Notomicrus och familjen grävdykare. Inga underarter finns listade i Catalogue of Life.